# Tony Newman
Richard Anthony „Tony” Newman (n. 17 martie 1943, Southampton, Hampshire) este un baterist englez de rock. A fost membru al trupelor Sounds Incorporated, May Blitz, Three Man Army și T. Rex. A colaborat de asemenea cu Jeff Beck, David Bowie, Donovan, Mick Ronson, Gene Vincent, Crystal Gayle și Smashers printre alții.
1. ↑  „Tony Newman”, Freebase Data Dumps[*] Verificați valoarea |titlelink= (ajutor)